# Southchase
Southchase ist ein census-designated place (CDP) im Orange County im US-Bundesstaat Florida. Das U.S. Census Bureau hat bei der Volkszählung 2020 eine Einwohnerzahl von 16.276 ermittelt.

## Geographie
Southchase grenzt im Nordosten direkt an Orlando. Der CDP wird vom Florida’s Turnpike (SR 91) und dem Central Florida GreeneWay (SR 417) tangiert.

## Demographische Daten
Laut der Volkszählung 2010 verteilten sich die damaligen 15.921 Einwohner auf 5.548 Haushalte. Die Bevölkerungsdichte lag bei 899,5 Einw./km². 55,7 % der Bevölkerung bezeichneten sich als Weiße, 14,0 % als Afroamerikaner, 0,3 % als Indianer und 11,0 % als Asian Americans. 14,1 % gaben die Angehörigkeit zu einer anderen Ethnie und 4,8 % zu mehreren Ethnien an. 48,7 % der Bevölkerung bestand aus Hispanics oder Latinos.
Im Jahr 2010 lebten in 50,4 % aller Haushalte Kinder unter 18 Jahren sowie 18,4 % aller Haushalte Personen mit mindestens 65 Jahren. 83,1 % der Haushalte waren Familienhaushalte (bestehend aus verheirateten Paaren mit oder ohne Nachkommen bzw. einem Elternteil mit Nachkomme). Die durchschnittliche Größe eines Haushalts lag bei 3,26 Personen und die durchschnittliche Familiengröße bei 3,51 Personen.
30,6 % der Bevölkerung waren jünger als 20 Jahre, 28,6 % waren 20 bis 39 Jahre alt, 29,3 % waren 40 bis 59 Jahre alt und 11,8 % waren mindestens 60 Jahre alt. Das mittlere Alter betrug 34 Jahre. 48,7 % der Bevölkerung waren männlich und 51,3 % weiblich.
Das durchschnittliche Jahreseinkommen lag bei 57.643 $, dabei lebten 11,2 % der Bevölkerung unter der Armutsgrenze.
Im Jahr 2000 war Englisch die Muttersprache von 67,59 % der Bevölkerung  und Spanisch sprachen 32,41 %.